# Nelson Sandoval
Nelson Antonio Sandoval Villanueva (Santiago, Región Metropolitana, 20 de enero de 1970) es un exfutbolista chileno que ocupó la posición de delantero.

## Trayectoria
Inició su carrera en las divisiones inferiores de Colo-Colo desde los nueve años de edad, donde fue constante goleador de las series cadetes del club albo. Debutó el 8 de junio de 1988 contra San Luis de Quillota, marcando un gol a los dos minutos de haber ingresado.
Entre 1990 y 1995 fue cedido por Colo-Colo a varios clubes chilenos. En 1991 realiza la pretemporada con Colo-Colo y luego es cedido nuevamente a Deportes Temuco, resultando goleador del equipo en una gran campaña.
Durante la temporada 1995 es parte del ascenso de Audax Italiano a Primera División del fútbol chileno.

## Selección Chilena
Fue parte de la Selección Chilena de Fútbol en el Torneo Preolímpico Sudamericano Sub-23 de 1992.

### Participaciones en Preolímpicos
| Torneo                     | Sede     | Resultado    |
| -------------------------- | -------- | ------------ |
| Preolímpico Sub-23 de 1992 | Paraguay | Primera Fase |

## Clubes
| Club                | País  | Año       |
| ------------------- | ----- | --------- |
| Colo-Colo           | Chile | 1988-1990 |
| Deportes Temuco     | Chile | 1990-1991 |
| Deportes Concepción | Chile | 1992      |
| Magallanes          | Chile | 1993      |
| Provincial Osorno   | Chile | 1993      |
| Coquimbo Unido      | Chile | 1994      |
| Audax Italiano      | Chile | 1995      |
| Juan Aurich         | Perú  | 1996      |
| Unión Santa Cruz    | Chile | 1997      |
| Unión San Felipe    | Chile | 1999      |

## Palmarés

### Campeonatos nacionales
| Título           | Club            | País  | Año  |
| ---------------- | --------------- | ----- | ---- |
| Copa Chile       | Colo-Colo       | Chile | 1988 |
| Copa Chile       | Colo-Colo       | Chile | 1989 |
| Primera División | Colo-Colo       | Chile | 1989 |
| Copa Chile       | Colo-Colo       | Chile | 1990 |
| Segunda División | Deportes Temuco | Chile | 1991 |

### Distinciones individuales
| Distinción                      | Año  |
| ------------------------------- | ---- |
| Golador de la Primera B Chilena | 1991 |